# Estação de Fuxingmen
Estação de Fuxingmen (em Chinês simplificado 复兴门站; em pinyin Fùxīngmén Zhàn) é uma estação de conexão nas linhas 1 e 2 do Metrô de Pequim. A estação é nomeada em homenagem ao antigo portão Fuxingmen da cidade murada de Pequim. Mais de 170 mil pessoas transferem entre a linha 1 e 2 diariamente. 